# Baños de Marraco
Los baños de Marraco fueron una casa de baños de la ciudad española de Zaragoza, ya desaparecida.

## Descripción
El establecimiento, que habría abierto sus puertas en 1846, estaba situado en la ciudad española de Zaragoza, con entrada tanto por la plaza de la Constitución como por la calle de la Soledad. Ocupaba el emplazamiento del antiguo Hospital de Gracia y debía su nombre al alcalde José Marraco y Corona, bajo cuyo mandato se edificó. Para su construcción se hubo de acometer una nueva tubería de hierro colado que los conectaran a la infraestructura preexistente en los Baños Viejos.
Los baños incluían treinta y cinco salas y un jardín y eran usados también para un hotel vecino. Aparece descrito en la Guía de Zaragoza (1860) de Vicente Andrés con las siguientes palabras:

—de Marraco. Pueden conceptuarse estos baños, sin disputa los mejores, si se atiende á que se hallan situados en el punto mas ventajoso de la ciudad, entre la plaza de la Constitucion ó de San Francisco, y las calles de la Soledad y San Miguel. Reunen la muy recomendable circunstancia, de que su proximidad al Coso y á las diferentes calles inmediatas, que en este confluyen, proporciona á los bañistas el medio cómodo y fácil de entrar y salir en la casa, casi completamente á cubierto de los rayos ardientes del sol; así se observa, que no en valde, prefieren el establecimiento del S. Marraco, las muchísimas personas, que hacen uso del baño, en el centro del dia y en las horas de mas calor. Construida esta moderna casa de baños en el año 1856, bajo una acertada direccion, é interesado su dueño en no escasear gastos ni dispendios para dotarla de las condiciones que exigen tales establecimientos, fácil es de comprender, que tiene que reunir cualidades de bondad, de belleza, de puntual servicio, y de buen órden interior. Tiene dos entradas, una por el portal de la casa número 1 de la plaza de la Constitucion, y otra por la calle de la Soledad, que comunica al jardin, cuidadosamente cultivado, en cuyo centro se halla el depósito del agua; y en los cuatro frentes ó ángulos aparecen treinta y cinco cuartos muy lindos y bastante capaces, de los cuales, treinta y uno son de una pila ó bañera de baldosa fina de Valencia, y los demas de dos.
(Andrés, 1860, p. 86)

Su solar fue posteriormente usado para el cine Goya.